# Kasteel van Loki

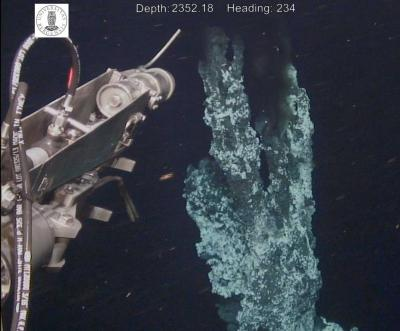
Een van Loki's schoorstenen, gezien door de camera van een ROV. Van de ruim 12 m hoge schoorsteen is hier bijna een meter zichtbaar.

Het Kasteel van Loki is een op de oceaanbodem gesitueerd veld van vijf actieve hydrothermale bronnen. Het bevindt zich op de Mid-Atlantische Rug tussen Groenland en Noorwegen op 73.55° N en 8.15° O op een diepte van 2352 m en is daarmee het meest noordelijk gelegen ontdekte veld in een gebied met een relatief rustige aardkorst, waar tektoniek een kleinere rol speelt en dit soort bronnen minder vaak voorkomen. Dit veld werd door een ROV ontdekt in 2008, 220 km noordelijker dan het tot dan toe meest noordelijk gelegen bekende veld. Het 25 koppen tellende onderzoeksteam, afkomstig van de Universiteit van Bergen, werd geleid door Rolf Pedersen.
Dit veld kreeg zijn naam doordat diens vorm zijn ontdekkers deed denken aan een denkbeeldig kasteel. De verwijzing naar de oude Noorse god Loki was volgens de 
Universiteit van Bergen "...een gepaste naam voor een veld dat zo moeilijk was te ontdekken...".
De vijf actieve schoorstenen van het kasteel van Loki stoten heet water uit met een temperatuur tot 300 °C en staan op een heuvel van sulfide mineralen. Deze heeft een diameter van 250 m, is 90 m hoog en mogelijk de vindplaats met het meeste van dit materiaal op de zeebodem.
De actieve schoorstenen hebben weliswaar een zwarte kleur, maar zijn bedekt met een laag witte bacteriën die zich voeden met de mineralen en chemicaliën die de schoorstenen uitbraken. De oudere schoorstenen daarentegen vertonen een roodachtige kleur, veroorzaakt door afzettingen van geoxideerd ijzer.
Verdere waarnemingen tonen aan, dat het relatief warme gebied rond Loki onderdak biedt aan unieke micro-organismen en fauna, dit in tegenstelling tot andere gebieden met hydrothermale bronnen.

## Nieuwe microbe ontdekt
In 2015 ontdekten Zweedse onderzoekers van de universiteit van Uppsala een nieuwe groep van Archaea, die zij Lokiarchaeota (of Loki) doopten. Zij beschouwden het als de ontbrekende schakel in de evolutionaire afstamming van Eukaryoten. Na onderzoek van het genoom concludeerden ze, dat Lokiarchaeota een positie tussen de eenvoudige cellen van microben en de complexere opbouw van eukaryotencellen innam.